# Cajita
La cajita è uno strumento musicale a percussione sviluppato in Perù e fa parte dell'identità delle comunità afro-peruviane della costa centrale.
La cajita ritmica afro-peruviana è uno dei contributi della popolazione afro-discendente alla tradizione e alla cultura musicale del Perù, per la quale è stata dichiarata Patrimonio Nazionale Peruviano il 28 dicembre 2007 e la relativa legge è stata pubblicata il 13 gennaio 2008.

## Descrizione
La cajita ritmica musicale è un piccolo strumento, simile alla Caja (strumento afro-peruviano), che consiste in una scatola di legno con un coperchio tenuto da un lato; il coperchio è fissato a una maniglia e viene battuto da un bastoncino di legno o da un martello mentre il coperchio è aperto o chiuso per acuire o abbassare le note.

## Origini
Lo strumento è noto sin dal XVIII secolo e la sua strumentazione ha accompagnato la danza del Son de los diablos; il suo uso è documentato negli scritti di Martinez Campañón e negli acquerelli di Pancho Fierro, ma le sue origini non sono state completamente chiarite.

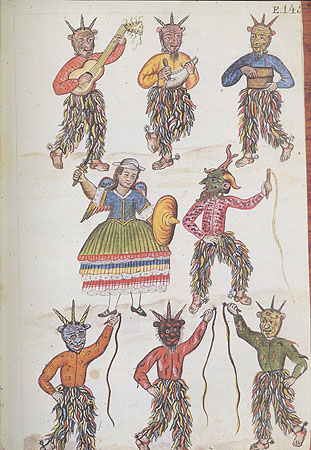
Danza di San Miguel di Códice Martínez Compañón (1782-1785). Si può vedere il diavolo nell'angolo in alto a destra che suona una cajita.
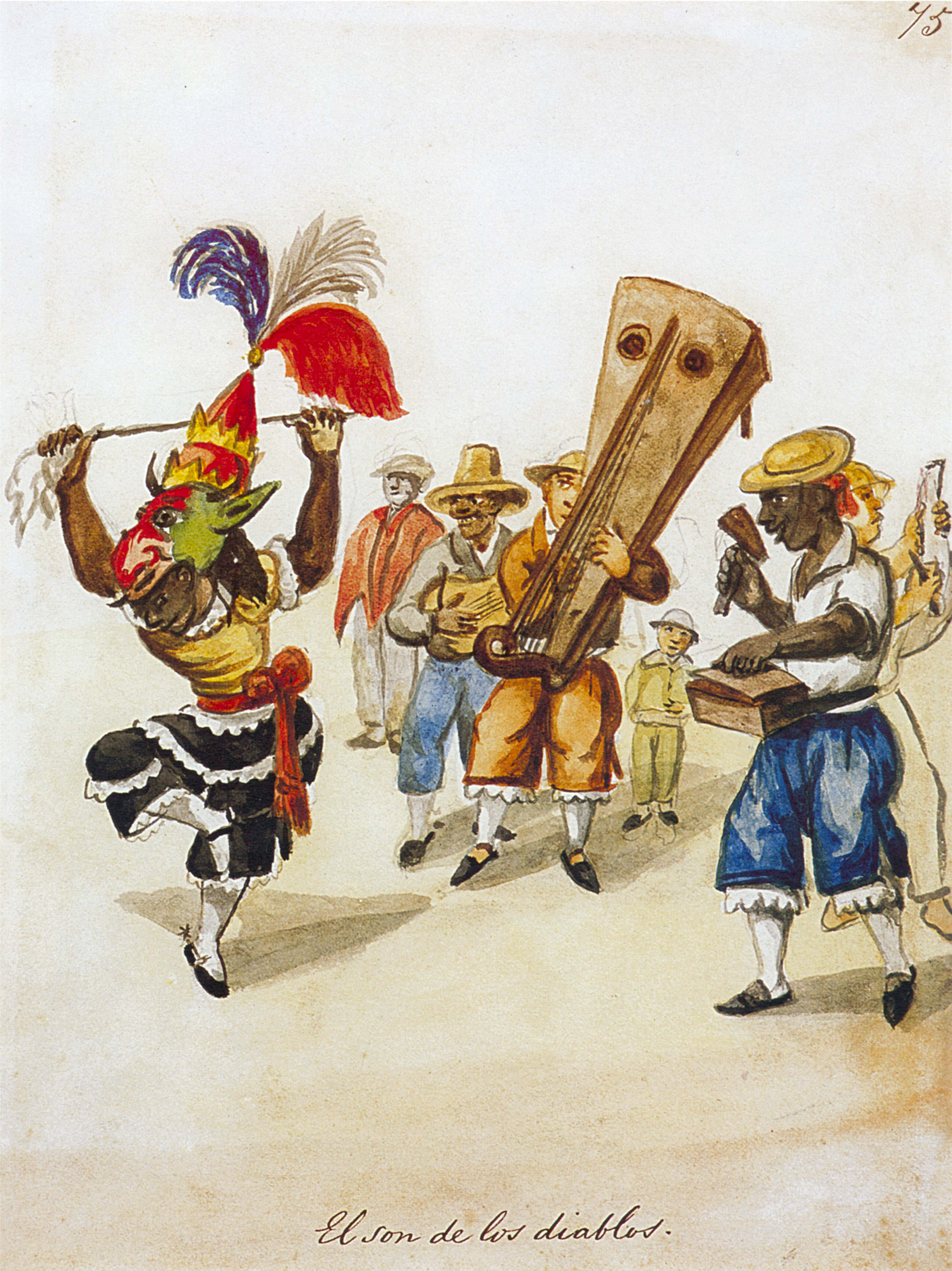
Danza del Son de los diablos in un acquerello di Pancho Fierro (XIX secolo), si osserva il musicista di destra che suona una cajita rítmica.
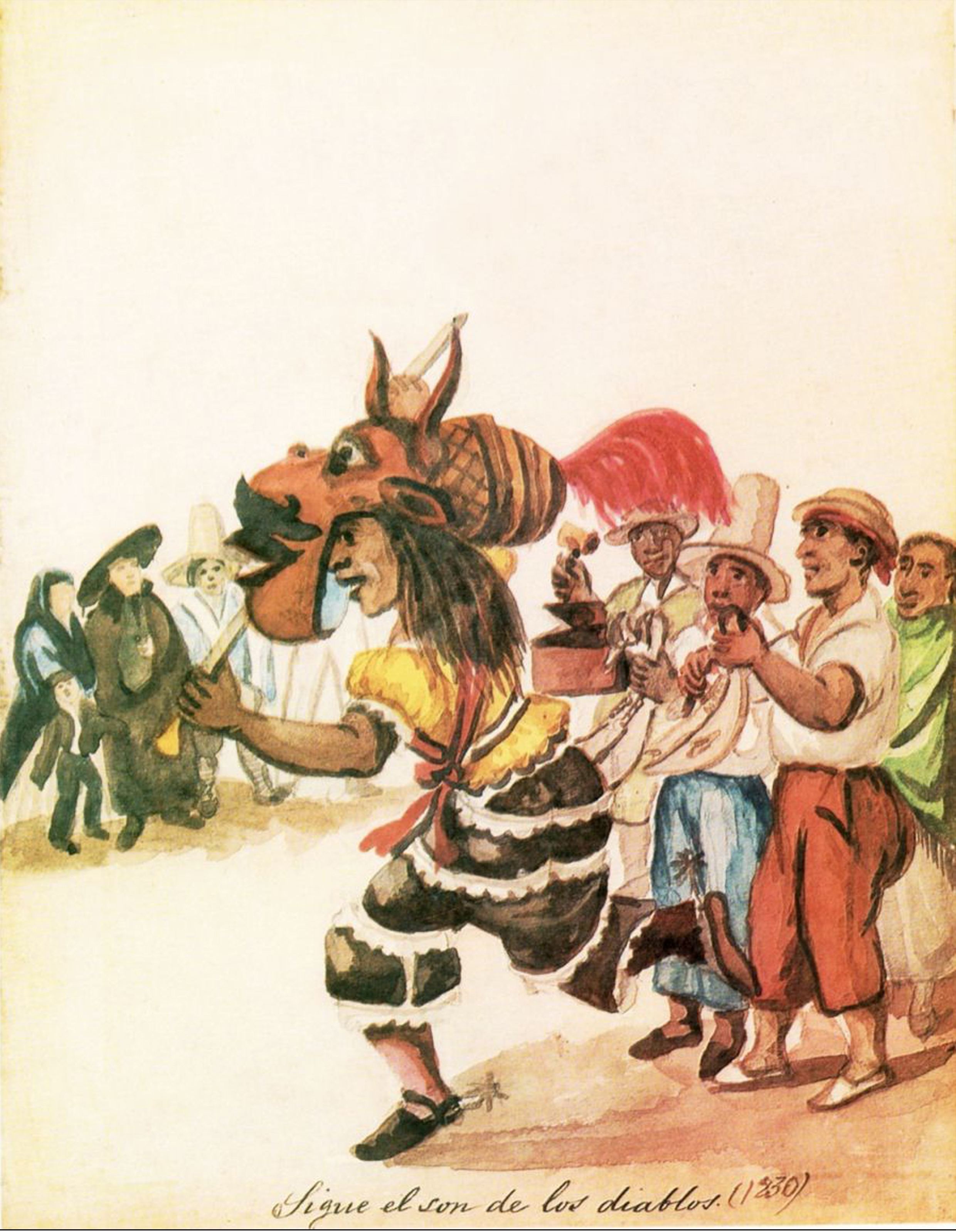
Un altro acquerello di Fierro, si vede dietro un nero che usa una cajita.